# Drap d’argent
Drap d'Argent (dt. Silberstück) bezeichnete ein vollständig silbernes Tuch, oftmals verziert mit Blumen- und Ranken-Mustern. In ihm wurden zahlreiche Silberfäden eingewebt. Es war ein sehr teures Stück und wurde nach Gewicht bezahlt. Seine Hauptverbreitung fand es während des Barocks, wo es viel von Frauen, aber auch von Männern getragen wurde. Daneben wurde er auch anderweitig verwendet.
So wurde der Prunksarg des preußischen Königs Friedrich Wilhelm damit verkleidet.
Als sich die Mode wandelte, verschwand auch der Bedarf nach solchen extravaganten Stoffen. Ende des 19. Jahrhunderts wurde der Begriff dann für Seidentücher mit Mustern aus Silberfäden verwendet. Das Material blieb weiter Synonym für wertvolle Kleidung.
Die erste Strophe aus dem Gedicht „Die Geschichte von Goliath und David in Reime bracht“ von Matthias Claudius:
War einst ein Riese Goliath

Gar ein gefährlich Mann!

Er hatte Tressen auf dem Hut

Mit einem Klunker dran,

Und einen Rock von Drap d'argent

Und alles so nach advenant.